# FX Productions
FX Productions es una compañía estadounidense de televisión y producción interna propiedad de FX Networks, una división de la unidad Walt Disney Television de The Walt Disney Company. El estudio actualmente produce series para FX , FXX y FX on Hulu, así como TBS como la serie de Miracle Workers.  En el pasado, también han realizado series para Amazon Prime Video como One Mississippi y FOX como The Cool Kids, (junto con temporada 1 Wayward Pines) pero han dejado de hacerlo y se han centrado en los canales de FX Networks, LLC.

## Historia
FX Productions se formó en agosto de 2007 para participar en la programación de FX. Eric Schrier agrega vicepresidente senior de FX Productions al puesto de vicepresidente senior de programación original a cargo de series actuales y programación alternativa.
En julio de 2014, Fox Networks Group y DNA Films formaron la empresa conjunta DNA TV Limited. Fox Networks Group tendría los primeros derechos globales con opciones de cofinanciación de los programas de la empresa conjunta. DNA TV sería gestionada por la dirección de DNA Films y Eric Schrier, presidente de Programación Original de FX Networks y FX Productions, se encargaría de los intereses de la empresa conjunta de FOX
Paul Simms firmó un acuerdo de producción televisiva global con FXP en octubre de 2017.